# Марцеллиан
Марцеллиан (лат. Marcellianus) — римский политический деятель конца IV века.
Отцом Марцеллиана был влиятельный префект претория Максимин.
После войны с квадами император Валентиниан I начал строительство крепости на их территории для управления варварами. Военный магистр Эквиций начали строительство, а затем остановил, когда квады начали протестовать против этого. Максимин воспользовался возможностью, чтобы обвинить Эквиция в невыполнении своих полномочий и назначил Марцеллиана дуксом Валерии.
Марцеллиан продолжил строительство крепости. Тогда он пригласил на пир короля квадов Габиния и там убил его. Эта смерть вызвала восстание квадов, которые начали опустошать провинции и были побеждены только благодаря вмешательству дукса Мёзии, будущего императора Феодосия I.